# Красотов, Александр Александрович
Александр Александрович Красо‌́тов (укр. Олександр Олександрович Красо‌́тов; (5 мая 1936 года — 5 октября 2007 года) — советский и украинский композитор, педагог. Заслуженный деятель искусств Украинской ССР (1987).

## Биография
Александр Александрович Красотов родился 5 мая 1936 года в Одессе.
В 1959 году окончил Одесскую государственную консерваторию (ныне Одесская национальная музыкальная академия имени А. В. Неждановой) по классу композиции Т. С. Малюковой, фортепиано — Б. А. Чарковского, истории музыки — А. Л. Когана. С того же года преподаватель Одесской консерватории.
С 1959—1969 был постоянным участником мастер-классов профессора Ю. А. Фортунатова и профессора Н. И. Пейко (Иваново, Москва). С 1966 года член Союза композиторов Украины. В 1966—1970 годах и с 1976 года — ответственный секретарь Одесского отделения Союза композиторов УССР.
С 1982 года доцент, с 1991 года профессор Одесской государственной консерватории им. А. В. Неждановой. Основатель южно-украинской композиторской школы, воспитал более 60 учеников. С 1999 года — почетный профессор композиторского факультета Тяньцзинского музыкального университета (Китай). Автор многочисленных сочинений различных жанров (всего около 303): симфоний, опер, инструментальных концертов, ораторий, кантат, мюзиклов, романсов и песен, музыки к драматическим спектаклям, телепрограммам, кинофильмам. Ушёл из жизни 5 октября 2007 года.

## Награды
Лауреат Национальных и Международных конкурсов: Всеукраинского конкурса в Киеве (1967, 1971, 1983), Международных конкурсов (в Берлине — 1973, в Токио — 1992), областной премии имени Э. Багрицкого (1967).

## Известные ученики
- Голубов Иван Васильевич
- Гомельская, Юлия Александровна
- Самодаева, Людмила Евгеньевна
- Цепколенко, Кармелла Семёновна
- Шустов Сергей Львович[2]
- Яровая Татьяна Андреевна[3]

## Творчество

### Песни
- Твой дом. Твой мир. Твой век, слова А. Амбарова[4]
- Свидание [с Одессой], слова Ю. Михайлика

### Оперы
- 1959 — «Конец сказки» опера, либретто В.Тимофеева
- 1977 — «Таежная песня» опера в двух действиях, либретто Р.Розенберг
- 1994 — «Михаил Воронцов» опера, либретто Р.Бродавко

### Симфонические сочинения
- 1961 — «Жизнь взаймы» поэма для симфонического оркестра
- 1966 — «Симфония № 1» для симфонического оркестра
- 1977 — «Симфония-концерт № 2» для трубы и симфонического оркестра
- 1990 — «Симфония № 4» («Камерная») для камерного (струнного) оркестра
- 1997 — «Farewell» («Прощание») симфонический этюд для оркестра
- 2000 — «Yestershell» поэма для симфонического оркестра

### Вокально-симфонические сочинения
- 1965 — «Ода Солнцу» вокально-симфоническая поэма для солистов, хора и оркестра, слова И.Рядченко
- 1970 — «Апрель-100» кантата-сюита для хора с оркестром, слова Ю.Михайлика
- 1970 — «Ленин — наш!» вокально-симфоническая кантата для детского хора, слова Л.Ревы
- 1975 — «Огонь» оратория-фреска для чтеца, хора и оркестра, слова Ю.Михайлика
- 1980 — «Симфония № 3» («Минута молчания на краю света») для хора, чтеца, двух фортепиано и арфы, слова О. Сулейменова
- 1983 — «Верность» оратория для солистов, хора и симфонического оркестра, слова Ю.Михайлика
- 1986 — «Bсе тебе, любимая страна» кантата для солиста, хора и симфонического оркестра, слова Р.Бродавко (на русском и украинском языке)
- 1987 — «Боль и память» кантата для баса, камерного оркестра и органа, слова Н.Лукив,
- 1993 — «Инкрустации» хоровой цикл из семи пьес для смешанного хора а капелла, слова Л.Костенко
- 1996 — «Дума про Україну» кантата для солистов, хора и симфонического оркестра, слова Р.Бродавко

### Концерты
- 1958 — Концерт № 1 для фортепиано и симфонического оркестра
- 1973 — Концерт № 2 («Кварт-концерт») для фортепиано, струнных и ударных
- 1991 — Концерт для трубы с симфоническим оркестром в 3-х частях
- 1995 — Концерт № 3 для фортепиано, камерного оркестра и ударных
- 1996 — «Concertino Grosso» концерт для двух виолончелей с камерным оркестром
- 2006 — «Rhythmotecture» концерт для 4-х перкуссионистов

### Камерная музыка
- 1960 — Соната для виолончели и фортепиано
- 1974 — «Скерцо-этюд» для кларнета и фортепиано
- 1974 — «Концертная скочна» рапсодия для кларнета и фортепиано
- 1974 — «Настроения»: («Созерцание», «Раздражение») две пьесы для саксофона-альта и фортепиано
- 1977 — «Утренняя прелюдия» и «Этюд-марш» для кларнета и фортепиано
- 1981 — Соната для кларнета и фортепиано
- 1983 — Квинтет для флейты, гобоя, скрипки, виолончели и клавесина
- 1985 — «Marcato» концертная пьеса для трубы и фортепиано
- 1985 — «Скерцо-остинато» концертная пьеса для тромбона и фортепиано
- 1990 — «Романс» и «Скерцо-токката» две пьесы для скрипки и фортепиано
- 1998 — «Consequences» для струнного квартета
- 1999 — «Despite» для 4-х флейт (1 исполнитель), виолончели и фортепиано
- 2007 — «СТ-748» концертная пьеса для гобоя и фортепиано

### Вокальная музыка
- 1962—1965 — Вокальный цикл («Счастье ты мое», «Заклинание», «Разлука», «Ты будешь помнить»), слова И.Сельвинского
- 1963 — «Зыбучие пески» («Песенка», «Зыбучие пески», «Огромное, красное») вокальный цикл, слова Ж. Превера, перевод В.Кудрявцева
- 1964 — «Жизнь начинает свой бег» вокальный цикл для баса и фортепиано, слова Н. Гильена
- 1967 — «Очередь за счастьем» вокальный цикл, слова Людвига Ашкинази
- 1976 — «Океан» вокальный цикл, слова Ю. Друниной
- 1993 — «Роздум» монолог-кантата для баса и фортепиано, слова Р. Бродавко

### Фортепиано
- 1957 — Соната № 1 для скрипки и фортепиано
- 1965 — Соната № 2 для скрипки и фортепиано
- 1968 — Соната № 3 («Прелюдия и Токката») для скрипки и фортепиано
- 1971 — «Каприччио-бурлеска» («Эстамп № 2») для фортепиано
- 1972 — «Три эскиза на украинские темы» («Скерцо», «Речитатив», «Танец») для фортепиано
- 1976 — «Токката» для фортепиано
- 1992 — «Антифоны» концертная пьеса для 2 фортепиано
- 1993 — «Сюита» для фортепиано на темы Г. Свиридова в 8 рук
- 1993 — «Эскиз» концертная пьеса на тему японской народной песни для 2 фортепиано
- 1996 — «Колыбельная» и «Токкатина» две детские пьесы для фортепиано